# Шапран, Андрей Андреевич

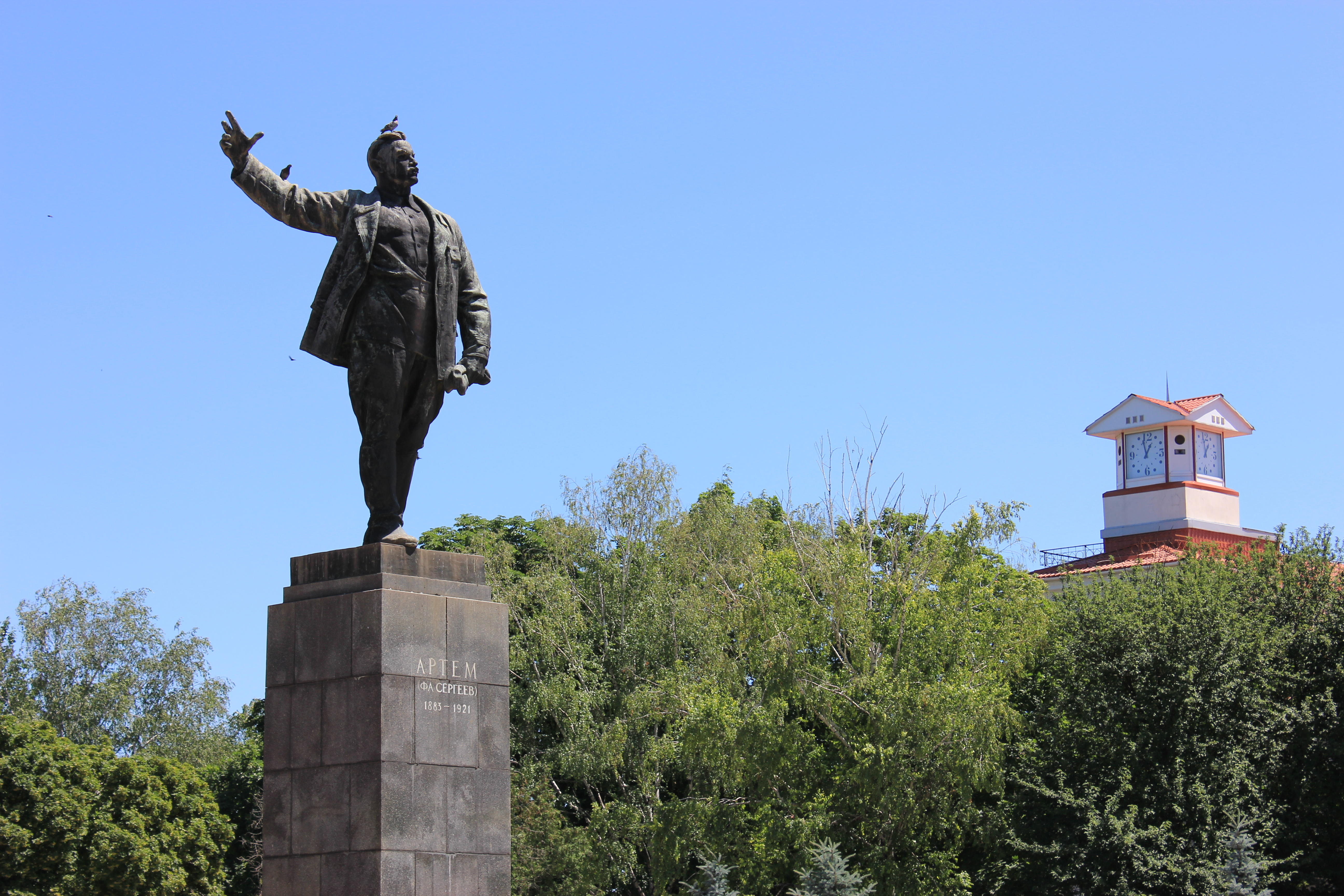
Памятник Артёму в Артёмовске

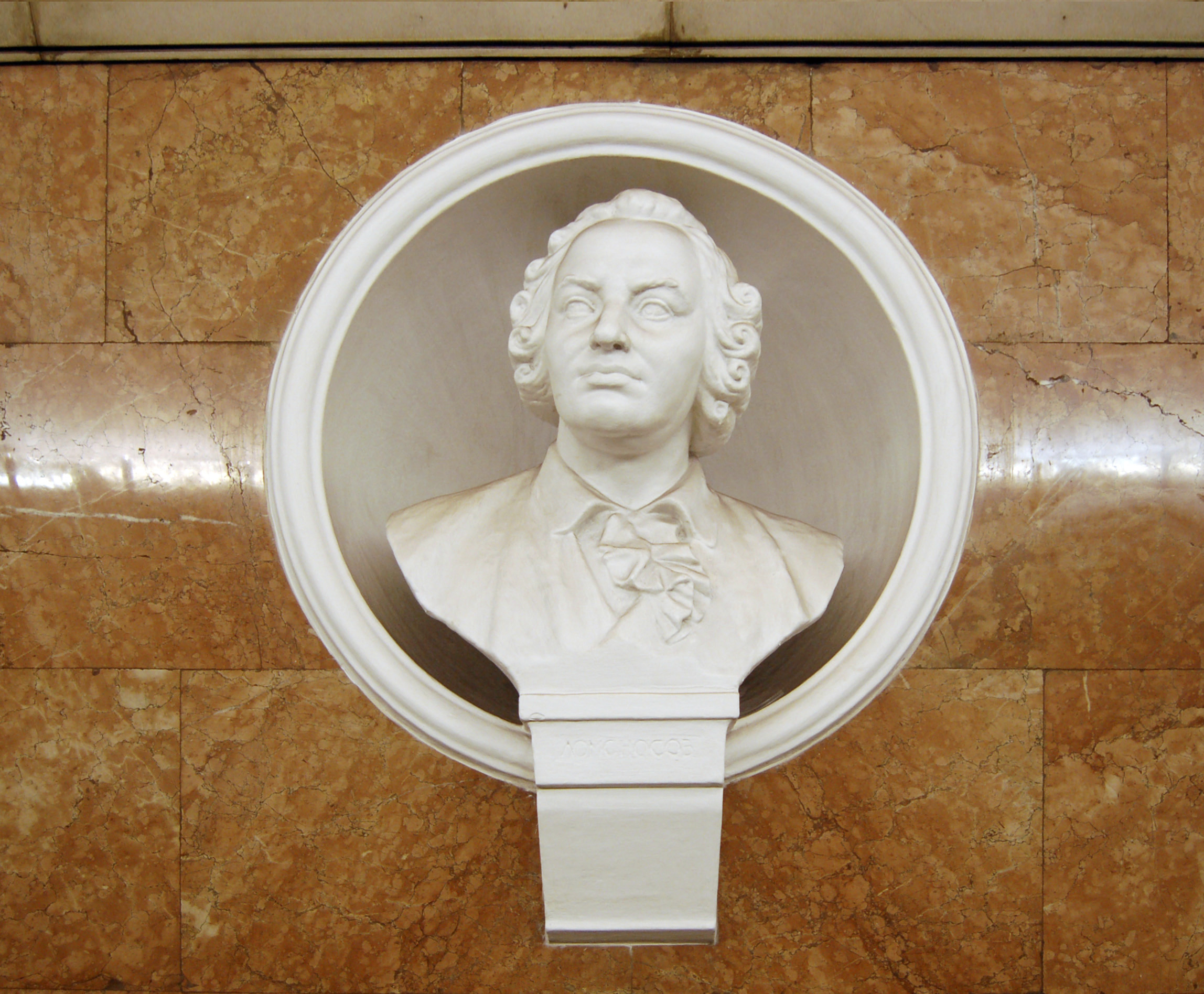
Бюст М. В. Ломоносова на станции метро «Университет»

Андре́й Андре́евич Шапра́н (3 [16] октября 1914, Софиевка, Екатеринославская губерния — 27 июля 1986, Киев) — советский украинский скульптор, член Союза художников УССР.

## Биография
Родился 3 (16) октября 1914 года в Софиевке.
В 1950 году окончил Киевский художественный институт, обучался у М. Г. Лысенко.
Умер 27 июля 1986 года в Киеве.

## Творчество
Работал в жанре станковой и монументальной скульптуры.
- «Николай Щорс и Василий Боженко» (бронза, 1950);
- Бюст Василия Боженко (мрамор, 1952);
- Горельеф «За власть Советов» (1957);
- Памятник Артёму в г. Артёмовске (в соавторстве с М. Д. Декерменджи, бронза, гранит, 1959; демонтирован 2015[1]);
- Бюст М. В. Ломоносова на станции метро «Университет» (оргстекло, 1960);
- Мемориальная доска А. М. Бучме на доме № 14 по Владимирской улице в Киеве (мрамор; барельеф; скульптор А. А. Шапран, архитектор В. И. Корнеева, 1962);
- Надгробный памятник Т. А. Строкачу на Байковом кладбище в Киеве (гранит; скульптор А. А. Шапран, архитектор Н. К. Иванченко, 1964).